# Banca di credito cooperativo di Alba, Langhe, Roero e del Canavese
La Banca di credito cooperativo di Alba, Langhe, Roero e del Canavese sc  (brevemente Banca d'Alba) è un istituto di credito italiano a carattere regionale e cooperativo.
Nata nell’ottobre 1998 dalla fusione delle casse rurali e artigiane di Diano d’Alba (fondata nel 1895), di Gallo di Grinzane Cavour (fondata nel 1900) e di Vezza d’Alba (fondata nel 1899), ha sede nella città di Alba, in provincia di Cuneo. Banca d'Alba nel 1998 diede una svolta al territorio, sapendo accogliere le nuove esigenze ma pur sempre mantenendo salde le radici delle banche d'origine. Per diventare sempre più la banca leader del suo territorio, ha messo la qualità del proprio lavoro al servizio delle persone, delle famiglie e delle imprese che contribuiscono a renderlo eccellente a livello mondiale. La continua crescita ha permesso a Banca d'Alba di espandere le proprie radici in territori nuovi rendendo salda e forte la sua presenza, dall'Astigiano all'Alessandrino, dal Torinese fino ai laghi d'Orta e Maggiore passando per Ivrea e il Canavese, e nella Liguria. 
Banca d'Alba, oggi, possiede 74 filiali in 449 comuni del Piemonte e della Liguria; al 31 dicembre 2022 vi aderivano 61.480 soci.
A seguito della riforma del credito cooperativo italiano attuata dal  2016, Banca d'Alba ha aderito al gruppo bancario cooperativo capeggiato da Banca ICCREA.